# Kuli István
Kuli István (Szentes, 1998. június 22. –) magyar ifjúsági világbajnok kajakozó.

## Sportpályafutása
Az NKM Szeged versenyzője.
2015-ben, 17 évesen lett világbajnok a portugáliai Montemor-o-Velhoban rendezett ifjúsági és U23-as világbajnokságon. A 2016-os Minszkben rendezett U23-as és ifjúsági világbajnokságon két darab ezüstérmet szerzett az egyesek és a kettesek kétszáz méteres versenyszámában.
A felnőttek mezőnyében a 2018-as Európa-bajnokságon bronzérmet szerzett K4 500 méteren, a 2018-as gyorsasági kajak-kenu világbajnokságon bronzérmes szintén ebben a számban.
A 2024. évi nyári olimpiai játékokon kajak négyes 500 méteren 7. lett a magyar csapat tagjaként (Nádas Bence, Csizmadia Kolos, Tótka Sándor). Az élsporttól való visszavonulását 2025. áprilisában jelentette be.